# Rachel Griffiths
Pour les articles homonymes, voir Griffiths.
Rachel Griffiths est une actrice, réalisatrice et scénariste australiennne, née le 18 décembre 1968 à Melbourne.

## Biographie

### Famille et jeunesse
Rachel Anne Griffiths naît le 18 décembre 1968 à Melbourne. Ses parents sont Edward Martin Griffiths et Anne Hamilton. Elle a deux frères, Ben et Samuel.
Elle effectue sa scolarité dans un lycée catholique pour filles. Diplômée en théâtre, elle rejoint la troupe The Woolly Jumpers avec laquelle elle se produit à Geelong.

### Vie privée
Elle est mariée à Andrew Taylor depuis 2002. Ils ont trois enfants : Banjo Patrick, né en 2004, Adélaïde Rose, née en 2006 et Clémentine Grace, née en 2009.

### Carrière
Elle commence sa carrière cinématographique aux côtés de Toni Collette dans le film Muriel en 1994. Sa prestation lui vaut de remporter l'AACTA Award de la meilleure actrice dans un second rôle.
En 1996, elle joue dans Jude de Michael Winterbottom avec Christopher Eccleston, Kate Winslet et Liam Cunningham.
En 1998, elle joue dans Hilary et Jackie, ce qui lui vaudra une nomination à l'Oscar de la meilleure actrice dans un second rôle.
En 2001, elle tourne dans Blow de Ted Demme aux côtés de Johnny Depp et Penélope Cruz. Cette même année, elle interprète le personnage de Brenda Chenowith dans Six Feet Under jusqu'en 2005. Ce rôle lui vaudra de remporter plusieurs prix d'interprétation à la télévision.
En 2003, elle tourne avec Heath Ledger, Orlando Bloom et Naomi Watts (entre autres) dans Ned Kelly réalisé par Gregor Jordan.
En 2006, elle obtient le rôle de la directrice Gordon dans le film Sexy Dance au côté de l'acteur Channing Tatum. Cette même année, elle tient le rôle de Sarah Walker dans la série à succès d'ABC Brothers & Sisters, jusqu'en 2011.
En 2009, elle tourne pour la troisième fois avec Ben Mendelsohn dans Beautiful Kate. L'année suivante, elle est présente dans la série Rake.
En 2013, elle tourne une seconde fois sous la direction de John Lee Hancock avec Tom Hanks dans Dans l'ombre de Mary.
En 2014, elle tourne dans The King's Daughter de Sean McNamara, qui ne sort dans les salles de cinéma qu'en 2022.
En 2016, elle joue dans Tu ne tueras point de Mel Gibson, Osiris, la 9ème planète et Margaret.
En 2022, elle reprend son rôle dans la saison 2 de The Wilds.

## Filmographie

### Cinéma

#### Longs métrages
- 1994 : Muriel (Muriel's Wedding) de Paul John Hogan : Rhonda Epinstalk
- 1996 : Les Enfants de la Révolution (Children of the Revolution) de Peter Duncan : Constable Anna
- 1996 : Jude de Michael Winterbottom : Arabella
- 1996 : To Have and to Hold de John Hillcoat : Kate
- 1996 : Cosi de Mark Joffe : Lucy
- 1997 : Bienvenue à Woop Woop (Welcome to Woop Woop) de Stephan Elliott : Sylvia
- 1997 : Le Mariage de mon meilleur ami (My Best Friend's Wedding) de Paul John Hogan : Samantha Newhouse
- 1997 : My Son the Fanatic d'Udayan Prasad : Bettina / Sandra
- 1998 : Les Géants (Among Giants) de Sam Miller : Gerry
- 1998 : Divorcing Jack de David Caffrey : Lee Cooper
- 1998 : Amy de Nadia Tass : Tanya Rammus
- 1998 : Hilary et Jackie (Hilary and Jackie) d'Anand Tucker : Hilary du Pré
- 1999 : Me Myself I (Me Myself I) : Pamela Drury
- 2001 : Coup de peigne (Blow Dry) de Paddy Breathnach : Sandra
- 2001 : Blow de Ted Demme : Ermine Jung
- 2001 : Annie-Mary à la folie ! (Very Annie Mary) de Sara Sugarman : Annie Mary Pugh
- 2002 : Rêve de champion (The Rookie) de John Lee Hancock : Lorri Morris
- 2002 : The Hard Word de Scott Roberts : Carol
- 2002 : The Adventures of Tom Thumb & Thumbelina de Glenn Chaika : Albertine (voix)
- 2003 : Ned Kelly de Gregor Jordan : Mme Scott
- 2006 : Sexy Dance (Step Up) d'Anne Fletcher : Directrice Gordon
- 2009 : Beautiful Kate de Rachel Ward : Sally
- 2011 : Burning Man de Jonathan Teplitzky : Miriam
- 2013 : Dans l'ombre de Mary (Saving Mr Banks) de John Lee Hancock : Tante Ellie, la sœur de Margaret
- 2013 : Patrick de Mark Hartley : Matron Cassidy
- 2016 : Tu ne tueras point (Hacksaw Ridge) de Mel Gibson : Bertha Doss
- 2016 : Osiris, la 9ème planète (Science Fiction Volume One : The Osiris Child) de Shane Abbess : Général Lynex
- 2016 : Margaret (Mammal) de Rebecca Daly : Margaret
- 2017 : Don't Tell de Tori Garrett : Joy Conolly
- 2020 : Strangers to the World de Grant Fraser : Etty Hillesum
- 2022 : The King's Daughter de Sean McNamara : L'abbesse supérieure
- 2023 : La Place du mort (Bring Him to Me) de Luke Sparke : Veronica
- 2023 : A Savage Christmas de Madeleine Dyer : Dr Gabrielle
- 2024 : Tout sauf toi (Anyone but You) de Will Gluck : Innie

#### Courts métrages
- 1995 : Small Treasures de Sarah Watt : Jane
- 2012 : Butterflies d'Isabel Peppard : Claire (voix)

### Télévision

#### Séries télévisées
- 1993 - 1994 : Secrets : Sarah Foster
- 1995 : Sydney Police (Police Rescue) : Shelley
- 1998 : Les Repentis (Once a Thief) : Miranda
- 2001 - 2005 : Six Feet Under : Brenda Chenowith
- 2006 - 2011 : Brothers and Sisters : Sarah Walker
- 2008 : Comanche Moon : Inez Scull
- 2010 : Rake : Eddie Langhorn
- 2013 : Camp : Mackenzie 'Mack' Granger
- 2013 : Paper Giants : Magazine Wars : Dulcie Boling
- 2014 : House Husbands : Belle
- 2015 : Deadline Gallipoli : Lady Hamilton
- 2016 : Indian Summers : Sirene
- 2016 : Barracuda : Mme Taylor
- 2017 : When We Rise : Diane Jones
- 2018 : Dead Lucky : Grace Gibbs
- 2019 - 2024 : Total Control : Rachel Anderson
- 2020 - 2022 : The Wilds : Gretchen Klein
- 2021 : Aftertaste : Margot Duplass
- 2022 : Bali 2002 : Fiona Wood
- 2024 : Madam : McKenzie Leigh

#### Téléfilms
- 1993 : The Feds de David Caesar : Angela Braglia
- 1998 : Since You've Been Gone de David Schwimmer : Sally Zalinsky
- 2003 : After the Deluge de Brendan Maher : Annie
- 2004 : Plainsong de Richard Pearce : Maggie Jonas
- 2005 : Angel de Jim McKay : Nicole
- 2012 : Underground : L'Histoire de Julian Assange (Underground : The Julian Assange Story) de Robert Connolly : Christine

### Réalisatrice
- 1998 : Tulip
- 2002 : Roundabout
- 2019 : Ride Like a Girl

## Distinctions (liste non exhaustive)

### Récompenses
- Golden Globe de la meilleure actrice dans un second rôle dans une série, une minisérie ou un téléfilm en 2002 pour Six Feet Under
- Screen Actors Guild Award du meilleur casting pour une série dramatique en 2003 pour Six Feet Under

### Nominations
- British Independent Film Awards de la meilleure actrice dans un film britannique indépendant en 1997 pour Mon fils le fanatique
- Oscar de la meilleure actrice dans un second rôle en 1999 pour Hilary et Jackie
- Golden Globe de la meilleure actrice dans un second rôle dans une série, une minisérie ou un téléfilm en 2008 puis en 2009 pour Brothers and Sisters

## Voix francophones
En France, Anne Massoteau est la voix régulière de Rachel Griffiths.
En France
| - Anne Massoteau dans : - Sexy Dance - Dans l'ombre de Mary - Six Feet Under (série télévisée) - Angel (en) (téléfilm) - Brothers and Sisters (série télévisée) - Underground : L'Histoire de Julian Assange (téléfilm) - Deadline Gallipoli (en) (mini-série) - When We Rise (mini-série) - The Wilds (série télévisée) - Tout sauf toi | - Natacha Muller dans : - Muriel - Coup de peigne Et aussi - Carole Franck dans Les Géants - Marjorie Frantz dans Rêve de champion - Frédérique Tirmont dans Blow - Sylvia Bergé dans Tu ne tueras point - Véronique Augereau dans Indian Summers (série télévisée) - Rafaèle Moutier dans Total Control (série télévisée) |